# Amerotyphlops lehneri
Amerotyphlops lehneri är en ormart som beskrevs av Roux 1926. Amerotyphlops lehneri ingår i släktet Amerotyphlops och familjen maskormar. Inga underarter finns listade i Catalogue of Life.
Denna orm förekommer i östra delen av delstaten Falcón i Venezuela. Arten lever i kulliga områden mellan 50 och 150 meter över havet. Den vistas i fuktiga skogar. Amerotyphlops lehneri gräver i det översta jordlagret. Honor lägger ägg.
Inget är känt angående populationens storlek och möjliga hot. IUCN listar arten med kunskapsbrist (DD).